# Élection présidentielle américaine de 1848 en Alabama
L'élection présidentielle américaine de 1848 en Alabama se déroule le 7 novembre 1848, dans le cadre de l'élection présidentielle de 1848. Elle voit la courte victoire du sénateur du Michigan Lewis Cass sur le général Zachary Taylor. Comme dans tous les États esclavagistes, Martin Van Buren n'est pas présent sur les bulletins de vote.

## Résultats
| Candidats       | Candidats              | Candidats       | Grands électeurs | Vote populaire | Vote populaire |
| À la présidence | À la vice-présidence   | Parti           | Grands électeurs | Voix           | %              |
| --------------- | ---------------------- | --------------- | ---------------- | -------------- | -------------- |
| Lewis Cass      | William Orlando Butler | Parti démocrate | 9                | 31 173         | 50,56          |
| Zachary Taylor  | Millard Fillmore       | Parti whig      | 0                | 30 842         | 49,43          |
| Write-in        |                        |                 | 0                | 4              | 0,01           |